# Fly High (미나의 음반)
《Fly High》(플라이 하이)는 대한민국의 가수인 미나의 1번째 싱글 음반이다. 2006년 6월 8일에 발매되었으며 타이틀 곡은 〈Fly High〉이다.

## 특징
- 미나가 독일에서 개최된 2006년 FIFA 월드컵을 앞두고 출시한 싱글 음반이다.
- 1번 트랙인 〈Fly High〉는 펑키 리듬과 디스코를 결합한 복고 형식의 유로댄스 음악이다.
- 3번 트랙인 〈Work it〉은 미나가 영국 현지에서 녹음한 노래이다.
- 4번 트랙인 〈Korea Ariba〉('아리바'(Ariba)는 스페인어로 "힘차게"라는 뜻)는 2002년 FIFA 월드컵의 정신력을 이어나가자는 메시지를 담고 있는 노래이다.

## 수록곡
| #            | 제목                           | 작사         | 작곡         | 편곡         | 재생 시간 |
| ------------ | ------------------------------ | ------------ | ------------ | ------------ | --------- |
| 1.           | 〈Fly High〉                   | 홍재선       | 홍재선       | 유대영, 이박 | 03:40     |
| 2.           | 〈Fly High (Remix)〉           | 홍재선       | 홍재선       | 박성진       | 03:40     |
| 3.           | 〈Work It〉                    | 불명         | 불명         | 불명         | 04:41     |
| 4.           | 〈Korea Ariba〉                | 정연준       | 정연준       | 정연준       | 03:30     |
| 5.           | 〈Korea Ariba (TV Track)〉     | 정연준       | 정연준       | 정연준       | 03:30     |
| 6.           | 〈Korea Ariba (Instrumental)〉 |              | 정연준       | 정연준       | 03:30     |
| 총 재생 시간 | 총 재생 시간                   | 총 재생 시간 | 총 재생 시간 | 총 재생 시간 | 48:15     |